# 종류채권
종류채권(種類債權)은 일정한 종류에 속하는 일정량의 물건을 인도할 것을 목적으로 하는 채권을 말한다. 급부목적물의 종류와 수량만이 결정되어 있을 뿐 구체적으로 인도하여야 할 목적물이 특정되어 있지 않기 때문에 종류채권을 불특정물 채권이라고도 한다.

## 판례
- 제한종류채권에 있어 급부목적물의 특정은 원칙적으로 종류채권의 급부목적물의 특정에 관하여 민법 제375조 제2항이 적용된다[1]
- 선택채권의 선택권 이전에 관한 민법 제381조를 준용하여 채권의 기한이 도래한 후 채권자가 상당한 기간을 정하여 지정권이 있는 채무자에게 그 지정을 최고하여도 채무자가 이행할 물건을 지정하지 아니하면 지정권이 채권자에게 이전한다[2]
- 보유주식 일정량을 담보로 제공하기로 한 담보제공약정에 기한 채권은 일종의 제한종류채권이다[3].
- 제한종류채권에서 채무자가 이행에 필요한 행위를 하지 아니하거나 지정권자로 된 채무자가 이행할 물건을 지정하지 아니하여 급부목적물이 특정되지 아니하는 경우에는 채권의 기한이 도래한 후 채권자가 상당한 기간을 정하여 지정권이 있는 채무자에게 그 지정을 최고하여도 채무자가 이행할 물건을 지정하지 않으면 지정권이 채권자에게 이전한다[4].

## 같이 보기
- 특정물채권
- 금전채권
- 요구물품계약
- 생산고계약

## 참고 문헌
- 이상태, 물권 채권 준별론을 취한 판덱텐체계의 현대적 의의, 건국대학교출판부, 2006. ISBN 8971074310.
- 이종근, 민법 및 민사특별법, 건국대학교출판부, 2000. ISBN 8971072504